# 106 (عدد)
106 (مائة وستة) هو عدد صحيح. يلي العدد 105 ويسبق العدد 107 وهو عدد طبيعي موجب.